# Annette Gerritsen
Annette Albertine Gerritsen (Ilpendam, 11 ottobre 1985) è un'ex pattinatrice di velocità su ghiaccio olandese.

## Palmarès

### Olimpiadi
- Argento a Vancouver 2010 nei 1000 metri.

### Mondiali - Distanza singola
- Bronzo a Nagano 2008 nei 500 metri.
- Bronzo a Nagano 2008 nei 1000 metri.

### Mondiali - Sprint
- Argento a Heerenveen 2011.
- Bronzo a Heerenveen 2008.